# Porcellio spatulatus
Porcellio spatulatus is een pissebed uit de familie Porcellionidae. De wetenschappelijke naam van de soort is voor het eerst geldig gepubliceerd in 1882 door Costa.